# Lars-Erik Walfridsson
Lars-Erik Walfridsson (* 16. Januar 1955) ist ein schwedischer Autosportler und war Rallye- und Rallycross-Fahrer. Er gehört der  Familie Walfridsson an.
Sein bestes internationales Rallye-Ergebnis ist der 8. Rang im Gesamtergebnis der Rallye Schweden 1978. Sein größter nationaler RX-Erfolg ist der Gewinn des Volvocupen i Rallycross des Jahres 1979, einer schwedischen Meisterschaftsserie ausschließlich für Fahrer mit Autos der Marke Volvo. In den 1980er Jahren war Lars-Erik Walfridsson als Rallye-Pilot besonders in Belgien aktiv, wo er vielfach erfolgreich an Rallye-EM-Läufen und West-Euro-Cup-Rallyes teilnahm.
Lars-Erik Walfridsson hat einen älteren und einen jüngeren Bruder. Er ist verheiratet, hat drei Söhne und lebt in Sunne. Von dort aus führt er Geschäfte der Walfridsson-Firma Helmia Bil AB.